# Naviglio di Goito
Il Naviglio di Goito è una via d'acqua, frutto di una derivazione delle acque del fiume Mincio, che scorre per un tratto parallelo al canale, nella provincia di Mantova. È stato essenzialmente costruito per scopi irrigui, di navigazione e di trasporto merci. Attraversa le frazioni di Maglio e  la frazione di Soave di Porto Mantovano, prima di sfociare nel Lago Superiore di Mantova.

## Storia
La sua costruzione avvenne nel 1455 durante la reggenza del marchese di Mantova Ludovico III Gonzaga, che affidò l'incarico all'ingegnere milanese Bertola da Novate e doveva collegare la città alla residenza estiva dei signori Gonzaga. La costruzione venne portata a termine nel 1461 dall'architetto militare Giovanni da Padova.